# Frauenmuseum Hittisau
Das Frauenmuseum Hittisau befindet sich in Hittisau im Bregenzerwald in Vorarlberg (Österreich).

## Geschichte
Das Frauenmuseum Hittisau ist das erste und einzige Frauenmuseum in Österreich und eines der wenigen im ländlichen Raum. Es entstand im Jahr 2000 durch eine Initiative von Frauen unter Leitung der Museumskuratorin Elisabeth Stöckler, die es bis 2009 leitete. Im Anschluss übernahm die Kunsthistorikerin und Ausstellungsmacherin Stefania Pitscheider Soraperra die Leitung des Museums.

## Programm und Angebot
Das Frauenmuseum hat es sich zur Aufgabe gemacht, das kulturelle Schaffen von Frauen sowie Frauengeschichte sichtbar zu machen und zu dokumentieren. Ziel ist es, durch die Auseinandersetzung mit Geschichte und Kultur aus Frauenperspektive weibliche Identitäten zu erweitern, Reflexionsprozesse anzuregen und das Bewusstsein von Frauen und Männern für die historische und gesellschaftliche Bedingtheit von Geschlechterrollen und deren Gestaltbarkeit.
„Das Frauenmuseum möchte mit seiner Arbeit immer wieder im regionalen Umfeld ansetzen, jedoch nicht dort aufhören, sondern im Mikrokosmos der Region exemplarisch die Strukturen des Makrokosmos (österreichische Gesellschaft, internationale Vergleiche) aufzeigen.“ 
Zum vielfältigen Angebot gehören zwei bis drei Ausstellungen pro Jahr (sowohl mit regionalem als auch überregionalem Schwerpunkt) sowie zahlreiche Workshops, Seminare, Vorträge, Konzerte, Symposien und museumspädagogische Aktivitäten für Erwachsene und Kinder. Um auch während der Coronakrise einen abwechslungsreichen und inspirierenden kulturellen Beitrag leisten zu können, hat das Museum im März 2020 den Blog Starke Frauen. Starke Geschichten gestartet, in dem kurze Porträts vorbildlicher Frauen präsentiert werden.

## Alleinstellungsmerkmal
In der Art der persönlichen Vermittlung liegt eine wichtige Besonderheit des Frauenmuseums. Rund 20 Frauen aus dem Ort, von höchst unterschiedlichem sozialen Hintergrund und verschiedenen Alters (zwischen 18 und 88 Jahre) setzen sich, begleitet von der Museumsleiterin und eigens geladenen Fachleuten, intensiv mit den Ausstellungsthemen auseinander und erarbeiten ihren persönlichen Blickwinkel, um mit den Besuchern in eine authentische Kommunikation treten zu können. Die Authentizität der Museumsbegleiterinnen ist konzeptioneller Bestandteil der Ausstellungen, der Museumsbesuch soll zu einer Begegnung werden. Dieses Konzept und seine Umsetzung zieht ein internationales Publikum ebenso wie die einheimische Bevölkerung an. Die Wiener Universitätsprofessorin Edith Saurer sagte über das Frauenmuseum: „Das Frauenmuseum in Hittisau ist ein Ort, an dem die Begegnung von Traditionsbewusstsein und Feminismus möglich wurde.“

## Internationale Netzwerkarbeit
Das Frauenmuseum Hittisau ist Gründungsmitglied des Internationalen Vereins der Frauenmuseen (engl. The International Association of Women’s Museums, kurz: IAWM), der weltweit Frauenmuseen und Frauenmuseumsinitiativen vernetzt und in regelmäßigen Abständen internationale Konferenzen organisiert. Die sechste internationale Frauenmuseenkonferenz wurde im Mai/Juni 2021 in Hittisau ausgetragen.

## Gebäude

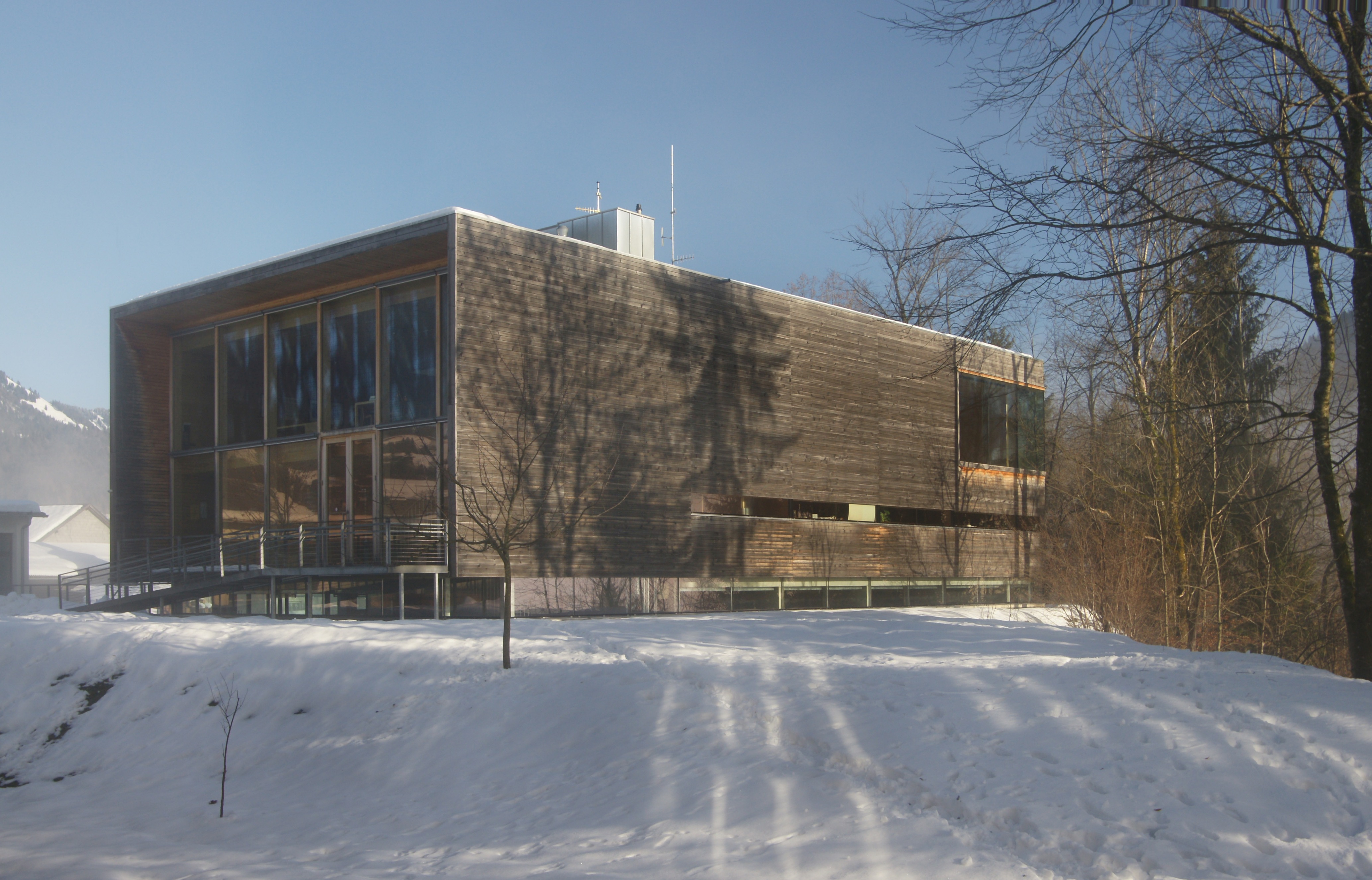
Das Frauenmuseum Hittisau (Foto: 2008)

Das Bauwerk wurde von der Gemeinde Hittisau nach den Plänen der Architekten Andreas Cukrowicz und Anton Nachbaur-Sturm in den Jahren 1998 bis 2000 als Feuerwehrhaus und Kulturhaus errichtet. Das Projekt wurde im Jahr 2000 mit dem Österreichischen Bauherrenpreis ausgezeichnet. Es steht am südöstlichen Ortsrand von Hittisau in einem Hang zur Subersach und beherbergt im massiv gebauten Untergeschoß die Freiwillige Feuerwehr. An der oberen Geländekante ist es ein Holzbau, mit zum Ortszentrum voll verglaster Fassade und einer Holzkonstruktion und Verschalung mit heimischer Weißtanne. Im Erdgeschoß befinden sich das Foyer, ein Seminarraum und ein Musikprobelokal, im Obergeschoß schließlich das Frauenmuseum.

## Auszeichnungen
- 2000: Österreichischer Bauherrenpreis für Cukrowicz Nachbaur
- 2001: Nominierung – Mies van der Rohe Preis für Frauenmuseum Hittisau für Cukrowicz Nachbaur[11]
- 2009: Das Frauenmuseum Hittisau wurde für den Österreichischen Staatspreis für Erwachsenenbildung nominiert.[12]
- 2010: Bank-Austria-Kunstpreis, in der Kategorie Regional.[13]
- 2012: Das Frauenmuseum Hittisau wurde auf der von Rainer Prohaska gestalteten Dauerbriefmarke der Österreichischen Post über Euro 1,45 abgebildet. Neben MUMOK und Kunsthalle Wien, Kunsthaus Bregenz, Ars Electronica Center und Lentos Museum Linz, Forum Stadtpark und Kunsthaus Graz, Essl Museum Klosterneuburg, Kunsthalle Krems, Museum der Moderne Mönchsberg Salzburg, Austrian Cultural Forum New York oder MAK Schindler House Los Angeles wurde das Frauenmuseum Hittisau als einziges kleines Haus im ländlichen Raum in die Serie aufgenommen.[14]
- 2013: Outstanding Artist Award (Österreich) Jahresthemen für Frauenkultur des BMUKK[15]
- 2017: Österreichischer Museumspreis[16]

## Ausstellungen und Projekte
- 2000: Mythos und Alltag – eine sozialgeschichtliche Installation
- 2000/01: Bosna Quilts
- 2001: Brennpunkt Küche: planen, ausstatten, nutzen
- 2001/02: frauen – hand – arbeit
- 2002: Gezeiten. Keramische Plastiken 1985–2001 von Elisabeth Wieser Schiestl
- 2002: Frauenbilder
- 2002/03: Wege nach Ravensbrück und Widerständige Vorarlberger Frauen im Nationalsozialismus
- 2003: Tracht für Einheimische und Zweiheimische
- 2003: Familie und Beruf in Balance
- 2003/04: Die zweite Haut – Kunst und Kleidung
- 2004: Göttin – Hexe – Heilerin: Zu einer Kulturgeschichte weiblicher Magie
- 2004/05: Die Welt hinter den Dingen
- 2005: Mit dem Frauenmuseum in Nürnberg: Kopftuch Kulturen. Ein Stückchen Stoff in Geschichte und Gegenwart
- 2005: Kleidung trägt Kultur
- 2005/06: Frauenatelier
- 2006: Philosophinnen – Liebhaberinnen der Weisheit
- 2007: Richtung Europa – Europazyklus von Elke Markopoulos
- 2007: 1000 Frauen für den Frieden
- 2008: Lala Aufsberg (1907–1976), Weltfotografin aus dem Allgäu
- 2008/09: INTIM Geburt – Leben – Tod. Griechische Mythologie für das 21. Jahrhundert
- 2009: Frauennachlässe – Fragmente aus vielen Leben[17]
- 2009/10: Stilles Holz. Die Architektin Wenche Selmer
- 2010: Tribute to Margarete Schütte-Lihotzky. BERUF ARCHITEKTIN. Reflexionen, Präsentationen und Gespräche aus und über die Praxis (Symposium)
- 2010: Ich bin ich. Die Illustratorin und Trickfilmzeichnerin Susi Weigel
- 2010: Reinheit und Reinigung. Reinigungsrituale zwischen Katharsis und sozialer Kontrolle (Symposium)
- 2011: Schwerpunkt „Frauen & Gewalt“ (3 Ausstellungen mit Veranstaltungs- und Filmreihe)
- 2011: Die elf Gebote. Mariella Scherling Elia (Schwerpunkt „Frauen & Gewalt“)
- 2011: Frauen im Kreuzfeuer. Jenny Matthews (Schwerpunkt „Frauen & Gewalt“)
- 2011: Silent Witnesses (Schwerpunkt „Frauen & Gewalt“)
- 2011: Feste. Kämpfe. 100 Jahre Frauentag
- 2011/12: GRRRL ZINES. DO IT YOURSELF!
- 2012/13: Die tollkühnen Frauen
- 2013: Europäerinnen. Starke Frauen mit Vision. Ein Fotoprojekt von Bettina Flitner mit Texten von Alice Schwarzer.[18]
- 2013/14: Ich bin daheim. Die Künstlerin A.M. Jehle (1937–2000)
- 2014: Gestickte Moral. Spruchtücher zwischen Tradition, Rollenzuschreibung und Illusion
- 2015: Adelheid Gnaiger (1916–1991). Die erste Architektin Vorarlbergs
- 2015/16: Ich, am Gipfel. Eine Frauenalpingeschichte
- 2016/17: Maasai Baumeisterinnen aus Ololosokwan
- 2018: Pflege das Leben. Betreuung*Pflege*Sorgekultur
- 2018: GIRLstory
- 2018/19: frauenzeit (donne di fronte/frauen im gegenüber). Maurizio Bonato: Ein künstlerischer Blick in die Sammlung des Frauenmuseum Hittisau
- 2019: Sie meinen es politisch! 100 Jahre Frauenwahlrecht in Österreich
- 2020/21: GEBURTSKULTUR vom gebären und geboren werden (inkludierte Veranstaltungen zum Roses Revolution Day 2020)[19]
- 2022: verfolgt / verlobt / verheiratet. Rettende Ehen jüdischer Frauen ins Exil.[20]

## Publikationen
- Renate Breuß, FEMAIL: Brennpunkt Küche: Planen, Ausstatten, Nutzen (Katalog anlässlich der Ausstellung im Frauenmuseum in Hittisau, 1. Juni–23. September 2001 sowie im Heimatmuseum Schruns, 15. Dezember 2001–9. April 2002). FEMAIL FrauenInformationszentrum Vorarlberg, Feldkirch 2001.
- Hermann Denz, Manfred Tschaikner: Alltagsmagie, Hexenglaube und Naturheilkunde im Bregenzer Wald: Ein Begleitbuch zur Ausstellung Göttin – Hexe – Heilerin – zu einer Kulturgeschichte weiblicher Magie. Frauenmuseum in Hittisau (Juni–Oktober 2004). Institut für Sprachen und Literaturen der Universität Innsbruck, Abt. Sprachwissenschaft, Innsbruck 2004, ISBN 3851242106.
- Frauenmuseum Hittisau: Gestickte Moral: Spruchtücher zwischen Tradition, Rollenzuschreibung und Illusion. 7. Juni 2014 bis 8. Februar 2015. Ausstellungsbegleiterin. Frauenmuseum Hittisau 2015.
- Stefania Pitscheider Soraperra: Zwischen Traditionsbewusstsein und Feminismus. Zur kuratorischen Praxis im Frauenmuseum Hittisau. In: Elke Krasny,  Frauenmuseum Meran (Hrsg.): Women's Museum: Curatorial politics in feminism, education, history, and art. / Frauen Museum: Politiken des Kuratorischen in Feminismus, Bildung, Geschichte und Kunst. Löcker, Wien 2013, ISBN 9783854096245, S. 219.
- Elisabeth Wieser Schiestl et al.: Gezeiten: Keramische Plastiken 1985–2001 (Katalog anlässlich der Ausstellung im Frauenmuseum in Hittisau, 4. Mai–22. September 2002, und im Frauenmuseum Evelyn Ortner in Meran, 28. September–31. Oktober 2002). Frauenmuseum Hittisau 2002.